# Fallen
Fallen je prvi studijski album alternativne metal/rock grupe Evanescence koji je izdao Wind-up Records i njihov prvi album koji im je donio svjetsku slavu. 
Za razliku od njihova prethodna demoalbuma Origin koji je ograničen na 2500 primjeraka Fallen je prodan u 2.61 milijuna kopija u SAD- u 2004. a oko 6.5 milijuna je prodano u travnju 2006. i još 14 milijuna kopija diljem svijeta.
Fallen se zadržao 43 tjedna na ljestvici najboljih 10; 6 je puta osvjedočen platinom; prodao se u više od 14 milijuna primjeraka širom svijeta, uključujući 6,6 milijuna primjeraka u SAD-u. Album se slušao 104 tjedna na ljestvici najboljih 200; bio je jedan od osam albuma u povijesti na ljestvici koji je proveo barem jednu godinu na ljestvici najboljih 50.
Najveći i najupečatljiviji hit sastava Evanescence, Bring Me to Life, koji uključuje gost vokala, Paula McCoya iz sastava 12 Stones, bio je globalni hit i postigao 5. mjesto na američkoj ljestvici najboljih 100. Pjesma je također postala službane tema za WWE No Way Out. Jednako popularna skladba My Immortal dospjela je na 7. mjesto u SAD-u i britanskim ljestvicama; obje pjesme dospjele su u pozadinu akcijskog filma Daredevil. Skladba Bring Me to Life zaradila je sastavu Evanescence priznanje na dodjeli Grammyja 2004., gdje je sastavu dana nagrada za Najbolju alternativnu rock izvedbu i Najbolje nove umjetnike. Dva druga hita s albuma Fallen jesu Going Under (5. mjesto u SAD-u, osmo mjesto u Velikoj Britaniji) i Everybody's Fool (36. mjesto u SAD-u, 23. mjesto u Velikoj Britaniji), te je kasnije snimljen spot za obje pjesme.
Na albumu se također nalazi i pjesma Hello koju je Amy Lee posvetila svojoj preminuloj sestri i koju nikad ne izvodi uživo.
Njihov drugi i aktualni studijski album je The Open Door.

## Popis pjesama
1. Going Under (Ben Moody, Amy Lee, David Hodges) – 3:34
2. Bring Me to Life (Moody, Lee, Hodges) (with Paul McCoy) – 3:58
3. Everybody's Fool (Moody, Lee, Hodges) – 3:16
4. My Immortal (Moody, Lee) – 4:24
5. Haunted (Moody, Lee, Hodges) – 3:06
6. Tourniquet (Moody, Lee, Hodges, Rocky Gray) – 4:39
7. Imaginary (Moody, Lee) – 4:17
8. Taking Over Me (Moody, Lee, Hodges, John LeCompt) – 3:50
9. Hello (Moody, Lee, Hodges) – 3:40
10. My Last Breath (Moody, Lee, Hodges) – 4:08
11. Whisper (Moody, Lee) – 5:30
12. "My Immortal" (band verzija-Moody, Lee, Hodges) – 4:33